# Danh sách đĩa nhạc của Sơn Tùng M-TP
Danh sách đĩa nhạc của nam ca sĩ nhạc pop người Việt Nam Sơn Tùng M-TP gồm 1 album phòng thu, 1 album tổng hợp, 2 album nhạc phim và 27 đĩa đơn.
Sơn Tùng M-TP bắt đầu sự nghiệp từ giới underground bằng cách phát hành trên Zing MP3 bài hát đầu tiên "Cơn mưa ngang qua" và giành được những thành công đầu tiên, bài hát đã giành được vị trí quán quân trên bảng xếp hạng Bài hát yêu thích của Việt Nam. Năm 2013, bài hát "Em của ngày hôm qua" sớm đạt được những thành công đáng kể.
Năm 2014, Sơn Tùng M-TP tham gia diễn xuất trong phim điện ảnh Chàng trai năm ấy và anh đã ra mắt album nhạc phim cùng tên đồng thời cũng là album đầu tiên trong sự nghiệp. Hai đĩa đơn "Không phải dạng vừa đâu" và "Chắc ai đó sẽ về" trở thành những bài hát nổi tiếng trong giới trẻ và cộng đồng mạng. Đặc biệt, "không phải dạng vừa đâu" đã trở thành câu nói viral trong giới trẻ và gây ra một vài tiêu cực. Album nhạc phim thứ 2 của anh, Sky Tour (Original Motion Picture Soundtrack) được phát hành vào ngày 12 tháng 6 năm 2020, cùng thời điểm phát hành phim tài liệu Sky Tour Movie.
Năm 2017, Sơn Tùng M-TP chính thức phát hành album tuyển tập đầu tiên trong sự nghiệp mang tựa đề m-tp M-TP đánh dấu chặng đường 5 năm đi hát của anh, sự trưởng thành ban đầu từ nghệ danh m-tp cho đến việc trở thành một nghệ sĩ có tên tuổi lớn hơn M-TP. Album này album đã được đề cử tại hạng mục "Album âm nhạc được yêu thích nhất" We Choice Awards 2017 và giành giải "album xuất sắc nhất" tại SBS PopAsia 2017, album này cũng giúp anh nhận được giải "Nghệ sĩ xuất sắc nhất". Album này bao gồm 12 đĩa đơn từ khi Sơn Tùng M-TP bắt đầu sự nghiệp ca hát.
Ngày 18 tháng 12 năm 2019, Sơn Tùng M-TP đã tổ chức buổi họp báo công bố chiến lược phát triển và ra mắt sản phẩm của M-TP Entertaiment trong năm 2020 với tư cách là chủ tịch công ty. Sơn Tùng M-TP dự kiến phát hành album phòng thu đầu tiên trong sự nghiệp Chúng ta, đây là đĩa nhạc hoàn chỉnh đầu tiên của nam ca sĩ kể từ m-tp M-TP được phát hành vào năm 2017 với 2 đĩa đơn đã được phát hành là "Chạy ngay đi" và "Hãy trao cho anh", 3 đĩa đơn chuẩn bị được ra mắt vào năm 2020.
Danh sách này được lấy từ Spotify.

## Album

### Album phòng thu
| Tựa đề   | Chi tiết album                                                                                    | Doanh số |
| -------- | ------------------------------------------------------------------------------------------------- | -------- |
| Chúng ta | - Phát hành: Chưa phát hành - Hãng đĩa: M-TP Entertainment - Định dạng: Tải nhạc, phát trực tuyến | TBA      |

### Album tổng hợp
| Tựa đề    | Chi tiết album                                                                                            | Doanh số |
| --------- | --- | -------- |
| m-tp M-TP | - Phát hành: 1 tháng 4 năm 2017 - Hãng đĩa: M-TP Entertaiment - Định dạng: Tải nhạc, phát trực tuyến, USB |          |

### Album nhạc phim
| Tựa đề                                                 | Chi tiết album                                                                                         | Doanh số |
| ------------------------------------------------------ | --- | -------- |
| Chàng trai năm ấy OST (với Hari Won và Phạm Quỳnh Anh) | - Phát hành: 31 tháng 12 năm 2014 - Hãng đĩa: WePro - Định dạng: Phát trực tuyến                       | —        |
| Sky Tour (Original Motion Picture Soundtrack)          | - Phát hành: 12 tháng 6 năm 2020 - Hãng đĩa: M-TP Entertainment - Định dạng: Tải nhạc, phát trực tuyến | TBA      |

## Đĩa mở rộng
| Tựa đề     | Chi tiết đĩa mở rộng                                                                               |
| ---------- | -------------------------------------------------------------------------------------------------- |
| Sky Decade | - Phát hành: 6 tháng 10, 2022 - Hãng đĩa: M-TP Entertaiment - Định dạng: Tải nhạc, phát trực tuyến |

## Đĩa đơn

### Với vai trò là nghệ sĩ chính
Đây là danh sách những đĩa đơn được chọn làm đĩa đơn chính cho các album của Sơn Tùng M-TP.
| Tựa đề                                             | Năm  | Vị trí xếp hạng cao nhất | Vị trí xếp hạng cao nhất | Vị trí xếp hạng cao nhất | Chú thích | Album               |
| Tựa đề                                             | Năm  | VN                       | VNTop Vie.               | WW Excl.US               | Chú thích |                     |
| -------------------------------------------------- | ---- | ------------------------ | ------------------------ | ------------------------ | --------- | ------------------- |
| "Cơn mưa ngang qua"                                | 2011 | —                        | —                        | —                        | [ 16 ]    | m-tp M-TP           |
| "Nắng ấm xa dần"                                   | 2013 | —                        | —                        | —                        | [ 17 ]    | m-tp M-TP           |
| "Đừng về trễ"                                      | 2013 | —                        | —                        | —                        | [ 18 ]    | m-tp M-TP           |
| "Em của ngày hôm qua"                              | 2013 | —                        | —                        | —                        | [ 19 ]    | m-tp M-TP           |
| "Chắc ai đó sẽ về"                                 | 2014 | —                        | —                        | —                        | [ 20 ]    | m-tp M-TP           |
| "Không phải dạng vừa đâu"                          | 2015 | —                        | —                        | —                        | [ 20 ]    | m-tp M-TP           |
| "Thái Bình mồ hôi rơi"                             | 2015 | —                        | —                        | —                        | [ 21 ]    | m-tp M-TP           |
| "Khuôn mặt đáng thương"                            | 2015 | —                        | —                        | —                        | [ 22 ]    | m-tp M-TP           |
| "Tiến lên Việt Nam ơi"                             | 2015 | —                        | —                        | —                        | [ 23 ]    | m-tp M-TP           |
| "Âm thầm bên em"                                   | 2015 | —                        | —                        | —                        | [ 24 ]    | m-tp M-TP           |
| "Buông đôi tay nhau ra"                            | 2015 | —                        | —                        | —                        | [ 25 ]    | m-tp M-TP           |
| "Remember Me"                                      | 2015 | —                        | —                        | —                        | [ 26 ]    | m-tp M-TP           |
| "Như ngày hôm qua"                                 | 2015 | —                        | —                        | —                        | [ 27 ]    | m-tp M-TP           |
| "Chúng ta không thuộc về nhau"                     | 2016 | —                        | —                        | —                        | [ 28 ]    | m-tp M-TP           |
| "Lạc trôi"                                         | 2017 | —                        | —                        | —                        | [ 29 ]    | m-tp M-TP           |
| "Nơi này có anh"                                   | 2017 | 77                       | 50                       | —                        | [ 30 ]    | m-tp M-TP           |
| "Remember Me (SlimV 2017 Mix)" (với SlimV)         | 2017 | —                        | —                        | —                        | [ 31 ]    | m-tp M-TP           |
| "Lạc trôi (Triple D Remix)" (hợp tác với Triple D) | 2018 | —                        | —                        | —                        | [ 32 ]    | m-tp M-TP           |
| "Chạy ngay đi"                                     | 2018 | —                        | —                        | —                        | [ 33 ]    | Đĩa đơn không album |
| "Chạy ngay đi (Onionn Remix)"                      | 2018 | —                        | —                        | —                        |           | Đĩa đơn không album |
| "You of Yesterday"                                 | 2018 | —                        | —                        | —                        | [ 34 ]    | Đĩa đơn không album |
| "Hãy trao cho anh" (hợp tác với Snoop Dogg)        | 2019 | 90                       | 57                       | —                        | [ 35 ]    | Đĩa đơn không album |
| "Có chắc yêu là đây"                               | 2020 | 63                       | 40                       | —                        | [ 36 ]    | Đĩa đơn không album |
| "Chúng ta của hiện tại"                            | 2020 | 12                       | 9                        | —                        | [ 37 ]    | Chúng ta            |
| "Muộn rồi mà sao còn"                              | 2021 | 6                        | 5                        | 126                      | [ 38 ]    | Đĩa đơn không album |
| "There's No One at All"                            | 2022 | 1                        | 1                        | —                        |           | Đĩa đơn không album |
| "Making My Way"                                    | 2023 | 1                        | 1                        | —                        |           | Đĩa đơn không album |
| "Chúng ta của tương lai"                           | 2024 |                          |                          | —                        |           | Chúng ta            |
| "Đừng làm trái tim anh đau"                        | 2024 |                          |                          | 162                      |           | Đĩa đơn không album |

### Với vai trò là nghệ sĩ hợp tác
| Tựa đề                                               | Năm  | Chú thích |
| ---------------------------------------------------- | ---- | --------- |
| "Sống như những đóa hoa" (hợp tác với nhiều nghệ sĩ) | 2014 | [ 39 ]    |
| "Gia đình tôi chọn" (hợp tác với nhiều nghệ sĩ)      | 2017 | [ 40 ]    |

## Đĩa đơn quảng bá
| Tựa đề                      | Năm  | Vị trí xếp hạng cao nhất | Vị trí xếp hạng cao nhất | Chú thích | Album     |
| Tựa đề                      | Năm  | VN                       | VNTop Vie.               | Chú thích | Album     |
| --------------------------- | ---- | ------------------------ | ------------------------ | --------- | --------- |
| "Ấn nút nhớ... Thả giấc mơ" | 2015 | —                        | —                        | [ 41 ]    | m-tp M-TP |
| "Một năm mới bình an"       | 2016 | 15                       | 13                       | [ 42 ]    | m-tp M-TP |
| "Bình yên những phút giây"  | 2017 | —                        | —                        | [ 43 ]    | —         |
| "Skyler"                    | 2021 | —                        | —                        |           | —         |